# Баччан, Хариванш Рай
Хариванш Рай Баччан (27 ноября 1907, Аллахабад, Соединённые провинции (ныне Уттар-Прадеш), Индия — 18 января 2003, Мумбаи, Махараштра, Индия) — индийский поэт, принадлежавший к литературному движению Чайаваад, считается одним из крупнейших поэтов на языке хинди XX века.
Более всего известен ранней поэмой Madhushala (рус. «Дом вина»), которая была опубликована в 1935 году, переведена на многие языки мира и неоднократно ставилась на сцене. Три сборника стихов — «Мадхушала», «Мадхубала» и «Мадхукалаш», вышедшие в 30-е годы были созданы под влиянием творчества Омара Хайяма.
Баччан получил хорошее образование и первоначально подпал под влияние идей Махатмы Ганди о независимости Индии от Великобритании, но в скором времени отказался от них. С 1941 по 1952 годы преподавал английский язык в университете Аллахабада, следующие два года изучал английскую литературу в Кембриджском университете, завершив обучение защитой докторской диссертации. После возвращения в Индию продолжал преподавать, работал на радио; в 1955 году стал чиновником в министерстве иностранных дел и в течение десяти лет вёл активную работу по распространению языка хинди в стране. Баччан также выступал как переводчик. Он перевел на хинди Шекспира («Макбет», «Отелло»), произведения У. Б. Йейтса, Омара Хайяма, древнеиндийскую поэму «Бхагавадгита». Переводил он и русскую поэзию: Пушкина, Лермонтова, Тютчева, Некрасова, Есенина, Блока, Маяковского. В 1967 году Баччан совершил поездку по Советскому Союзу. Впечатления от поездки нашли своё отражение в цикле стихотворений. В 1970-х годах опубликовал автобиографию в четырёх томах. В 1970 году стал лауреатом международной литературной премии «Лотос». Умер в возрасте 95 лет от респираторных заболеваний.

## Сочинения
- "Мадхукалаш" 1937
- "Ниша нимантран" ("Приглашение ночи") 1938
- "Экант сангит" ("Одинокая песнь") 1939
- "Халахал" 1943
- "Акул антар" ("Встревоженная душа") 1943
- "Арти аур ангаре" ( "Арти и искры") 1958

## Переводы на русский язык
- Баччан Хариваншрай Лирика. М., 1965.
- Избранная лирика. / Пер. с хинди С.Северцева. — М.: Молодая гвардия, 1978. — 64 с.
- Стихи.// Праздник огней. Современная поэзия хинди. — М.: «Прогресс», 1973. — С. 111—119.
- Баччан Хариваншрай Колесница солнца. Ташкент, 1973.
- Хариванш Рай Баччан Поэма "Халахал". Фрагменты. Пер с хинди А.Н.Сенкевич В кн.: Хариванш Рай Баччан. М., Главная редакция восточной литературы издательства "Наука". 1979. С.213-223.